# Portugal International 1991
Die Portugal International 1991 fanden vom 31. Mai bis zum 2. Juni 1991 statt. Es war die 26. Auflage dieser internationalen Titelkämpfe von Portugal im Badminton.

## Sieger und Platzierte
| Disziplin    | Gold                            | Silber                       | Bronze                                |
| ------------ | ------------------------------- | ---------------------------- | ------------------------------------- |
| Herreneinzel | Anders Nielsen                  | Matthew A. Smith             | Michael Keck                          |
| Herreneinzel | Anders Nielsen                  | Matthew A. Smith             | Chris Hunt                            |
| Dameneinzel  | Astrid van der Knaap            | Marina Yakusheva             | Heidi Krickhaus                       |
| Dameneinzel  | Astrid van der Knaap            | Marina Yakusheva             | Elena Denisova                        |
| Herrendoppel | Andy Goode Glen Milton          | Simon Archer Chris Hunt      | Kenneth Erichsen Julian Robertson     |
| Herrendoppel | Andy Goode Glen Milton          | Simon Archer Chris Hunt      | Michael Keck Robert Neumann           |
| Damendoppel  | Elena Denisova Marina Yakusheva | Tracy Dineen Felicity Gallup | Maria Gomes Zamy Gomes                |
| Damendoppel  | Elena Denisova Marina Yakusheva | Tracy Dineen Felicity Gallup | Heidi Krickhaus Astrid van der Knaap  |
| Mixed        | Chris Hunt Tracy Dineen         | Andy Goode Heidi Krickhaus   | Vladislav Tikhomirov Marina Yakusheva |
| Mixed        | Chris Hunt Tracy Dineen         | Andy Goode Heidi Krickhaus   | Evgeny Aparin Irina Yakusheva         |

## Finalergebnisse
| Disziplin    | Sieger                          | Finalist                     | Ergebnis         |
| ------------ | ------------------------------- | ---------------------------- | ---------------- |
| Herreneinzel | Anders Nielsen                  | Matthew A. Smith             | 10-15 15-8 15-9  |
| Dameneinzel  | Astrid van der Knaap            | Marina Yakusheva             | 11-5 11-6        |
| Herrendoppel | Andy Goode Glen Milton          | Chris Hunt Simon Archer      | 15-7 2-15 15-10  |
| Damendoppel  | Elena Denisova Marina Yakusheva | Tracy Dineen Felicity Gallup | 7-15 15-9 15-10  |
| Mixed        | Chris Hunt Tracy Dineen         | Andy Goode Heidi Krickhaus   | 15-10 2-15 15-12 |